# Mari Leinan Lund
Mari Leinan Lund (28 mei 1999) is een Noorse noordse combinatieskiester. Haar jongere zus Marte Leinan Lund is eveneens actief als noordse combinatieskiester.

## Carrière
Lund eindigde, in december 2020 in Ramsau, als zevende in de eerste wereldbekerwedstrijd noordse combinatie voor vrouwen. Op de wereldkampioenschappen noordse combinatie 2021 veroverde ze de zilveren medaille op de gundersen normale schans.

## Resultaten

### Wereldkampioenschappen
| Jaar | Plaats     | Resultaten   |
| ---- | ---------- | ------------ |
| 2021 | Oberstdorf | Gundersen NH |

### Wereldbeker
Eindklasseringen
| Seizoen   | Plaats |
| --------- | ------ |
| 2020/2021 | 7e     |